# Capranica Prenestina
Pour les articles homonymes, voir Capranica (homonymie).
Capranica Prenestina est une commune italienne de la ville métropolitaine de Rome Capitale dans la région du Latium en Italie.

## Géographie
La ville se trouve sur les monts Prénestiens – qui lui donnent son épithète – à une altitude moyenne de 915 mètres. La frazione de Guadagnolo, qui constitue le lieu d'habitation le plus élevé du Latium, se trouve à 1 218 mètres sur le sommet du Mont Guadagnolo.
Les communes limitrophes de Capranica Prenestina sont Casape, Castel San Pietro Romano, Ciciliano, Genazzano, Pisoniano, Poli, Rocca di Cave, San Gregorio da Sassola et San Vito Romano.

## Démographie
Habitants recensés

## Administration
| Période                                  | Période | Identité             | Étiquette     | Qualité |
| ---------------------------------------- | ------- | -------------------- | ------------- | ------- |
| 8 juin 2009                              |         | Francesco Colagrossi | Liste civique |         |
| Les données manquantes sont à compléter. |         |                      |               |         |

## Culture et patrimoine

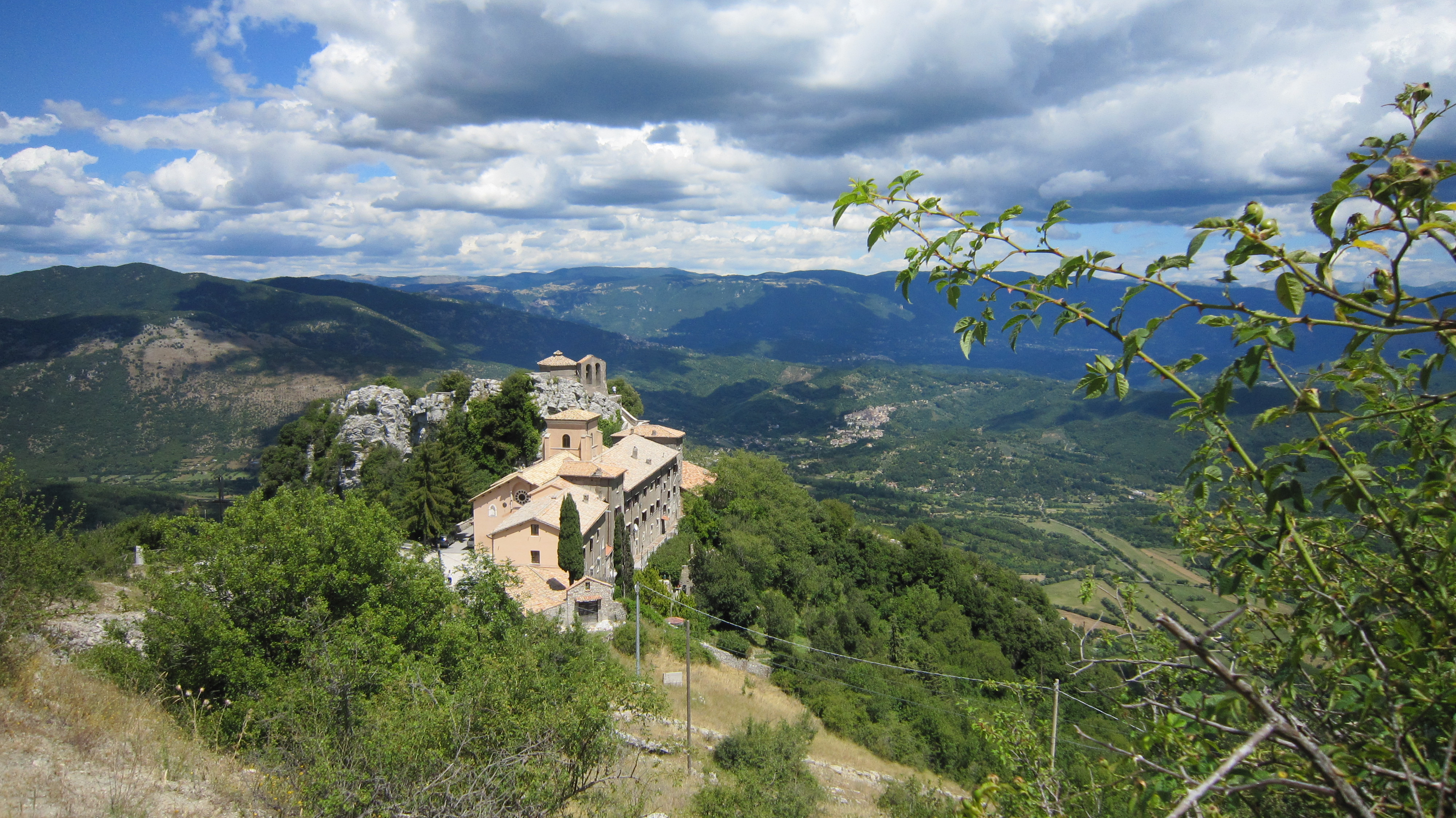
Le sanctuaire de la Mentorella.

- Le sanctuaire de la Mentorella à Guadagnolo remontant au IVe siècle.
- L'église de la Maddalena, avec une coupole externe de l'école du Bramante.
- L'église de la Madonna delle Grazie.
- Le palais Capranica ou Barberini.
- Le musée municipal des Monts Prénestiens au sein du bâtiment de la mairie.

## Personnalités liées à la commune
- Angelo Capranica
- Domenico Capranica